# Trigonia hypoleuca
Trigonia hypoleuca är en tvåhjärtbladig växtart som beskrevs av August Heinrich Rudolf Grisebach. Trigonia hypoleuca ingår i släktet Trigonia och familjen Trigoniaceae. Inga underarter finns listade i Catalogue of Life.